# Patricia Guijarro
Patricia Guijarro (født 17. maj 1998) er en spansk fodboldspiller, der spiller som midtbanespiller for FC Barcelona og Spaniens kvindefodboldlandshold. 

## Hæder
Klub
- Copa de la Reina: Vinder 2017, 2018
- Copa Catalunya: Vinder 2015, 2016, 2017

Spanien
- UEFA Women's Under-19 Championship: Vinder 2017
- Algarve Cup: Vinder 2017
- Cyprus Cup: Vinder 2018

Individuel
- FIFA U-20 Women's World Cup Golden Ball: 2018
- FIFA U-20 Women's World Cup Golden Boot: 2018